# تيم كالفرت
تيم كالفرت (بالإنجليزية: Tim Calvert)‏ هو موسيقي أمريكي، ولد في 7 نوفمبر 1965، وتوفي في 30 أبريل 2018 بسبب تصلب جانبي ضموري.

## وصلات خارجية
- تيم كالفرت على موقع ميوزك برينز (الإنجليزية)
- تيم كالفرت على موقع أول ميوزيك (الإنجليزية)
- تيم كالفرت على موقع ديسكوغز (الإنجليزية)